# Rainham (Kent)
Rainham è un paese di 6 394 abitanti della contea del Kent, in Inghilterra.